# Л-6 «Карбонарій»
| Л-6 «Карбонарій»                                                                | Л-6 «Карбонарій»                                                  | Л-6 «Карбонарій»                                                  |
| ------------------------------------------------------------------------------- | ----------------------------------------------------------------- | ----------------------------------------------------------------- |
| Л-6 «Карбонарий»                                                                |                                                                   |                                                                   |
|                                                                                 |                                                                   |                                                                   |
| Схематичне зображення підводного човна типу «Ленінець»                          |                                                                   |                                                                   |
| Під прапором                                                                    | Військово-морський флот СРСР                                      | Військово-морський флот СРСР                                      |
| Порт приписки                                                                   | Севастополь, Поті                                                 | Севастополь, Поті                                                 |
| На службі                                                                       | 1933—1944                                                         | 1933—1944                                                         |
| Сучасний статус                                                                 | Після 11 квітня 1944 року зниклий безвісти східніше Констанці     | Після 11 квітня 1944 року зниклий безвісти східніше Констанці     |
| Проєкт                                                                          |                                                                   |                                                                   |
| Тип ПЧ                                                                          | підводний мінний загороджувач                                     | підводний мінний загороджувач                                     |
| Основні характеристики                                                          |                                                                   |                                                                   |
| Швидкість (надводна)                                                            | 12,5 вузлів                                                       | 12,5 вузлів                                                       |
| Швидкість (підводна)                                                            | 8,22 вузлів                                                       | 8,22 вузлів                                                       |
| Гранична глибина занурення                                                      | 90 м                                                              | 90 м                                                              |
| Екіпаж                                                                          | 52 особи                                                          | 52 особи                                                          |
| Розміри                                                                         |                                                                   |                                                                   |
| Довжина найбільша (по КВЛ)                                                      | 78,5 м                                                            | 78,5 м                                                            |
| Ширина корпусу найб.                                                            | 7,2 м                                                             | 7,2 м                                                             |
| Середня осадка (по КВЛ)                                                         | 4,2 м                                                             | 4,2 м                                                             |
| Водотоннажність надводна                                                        | 1038,3 т                                                          | 1038,3 т                                                          |
| Силова установка                                                                |                                                                   |                                                                   |
| Дизель-електрична: 2 × дизельних двигуни 42БМ6 2 × електродвигуни ПГ84/50+84/50 |                                                                   |                                                                   |
| Потужність                                                                      | 2 х 1100 к. с. (дизельні двигуни) 2 х 650 к. с. (електродвигун)   | 2 х 1100 к. с. (дизельні двигуни) 2 х 650 к. с. (електродвигун)   |
| Озброєння                                                                       |                                                                   |                                                                   |
| Артилерія                                                                       | 1 × 102-мм гармата Б-2                                            | 1 × 102-мм гармата Б-2                                            |
| Торпедно- мінне озброєння                                                       | 6 носових 533-мм торпедних апарати (10 торпед) та 20 мін типу ПЛТ | 6 носових 533-мм торпедних апарати (10 торпед) та 20 мін типу ПЛТ |
| ППО                                                                             | 1 × 45-мм напівавтоматична універсальна гармата 21-К              | 1 × 45-мм напівавтоматична універсальна гармата 21-К              |

Л-6 «Карбонарій» (рос. Л-6 «Карбонарий») — радянський військовий корабель, дизель-електричний підводний мінний загороджувач, останній корабель серії II типу «Ленінець» Військово-морського флоту СРСР часів Другої світової війни. Закладений 15 березня 1930 року під заводським номером 201/33 на заводі імені Андре Марті у Миколаєві. 3 листопада 1932 року спущений на воду. 9 травня 1933 року корабель увійшов до складу ВМФ СРСР, однак фактично через технічні проблеми включений до складу Чорноморського флоту у травні 1935 року.

## Історія служби
Л-6 «Карбонарій» входив до складу Чорноморського флоту. За станом на 22 червня 1941 року Л-6 перебував у капітальному ремонті, який був закінчений через чотири місяці, 19 жовтня. 10 січня 1942 року на переході з Новоросійська в Поті, через грубу помилку недосвідченого штурмана, Л-6 на повному ходу сів на мілину в районі мису Дооб і бухти Рибальської. Збиток від аварії склав близько 1,5 мільйона рублів.
За час німецько-радянської війни Л-6 «Карбонарій» здійснив 12 бойових походів (загалом 177 діб), і 1 транспортний рейс до обложеного Севастополя (2 доби). У квітні 1944 року в ході чергового походу до румунських берегів підводний човен зник безвісти, його доля і місце загибелі достеменно невідомі.